# إسلام أباد (نقدة)
إسلام أباد هي قرية في مقاطعة نقدة، إيران. يقدر عدد سكانها بـ 113 نسمة بحسب إحصاء 2016.